# Paraserianthes lophantha
Paraserianthes lophantha — вид квіткових рослин родини бобові (Fabaceae). Латинський епітет lophantha означає «чубата квітка».

## Опис
Дорослі дерева можуть вирости до 4–7 метрів. Листя вічнозелена, але можуть впасти, якщо дуже холодно.

## Поширення, екологія
Країни поширення: Індонезія — Ява, Малих Зондських островів [Балі], Суматра; Австралія — Західна Австралія [пд.зх.]. Натуралізований в Австралії, Новій Зеландії, ПАР, на Канарських островах і Азорських островах, Чилі. Також і культивується. Культивується, тому що не вимагає особливого догляду, може рости разом на бідними, але добре дренованих субстратах і захищено від вітру.

## Галерея

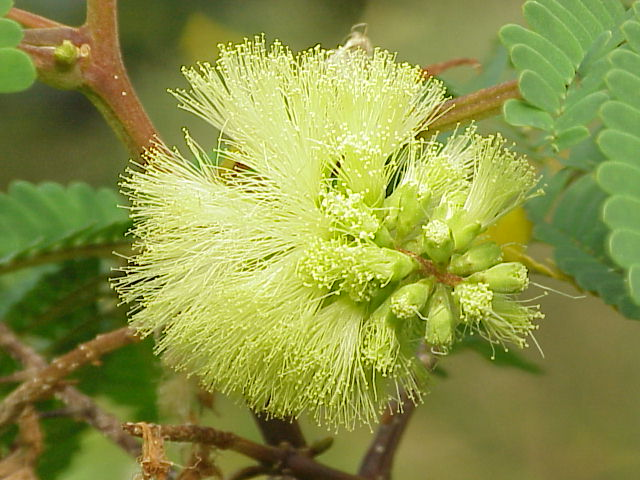
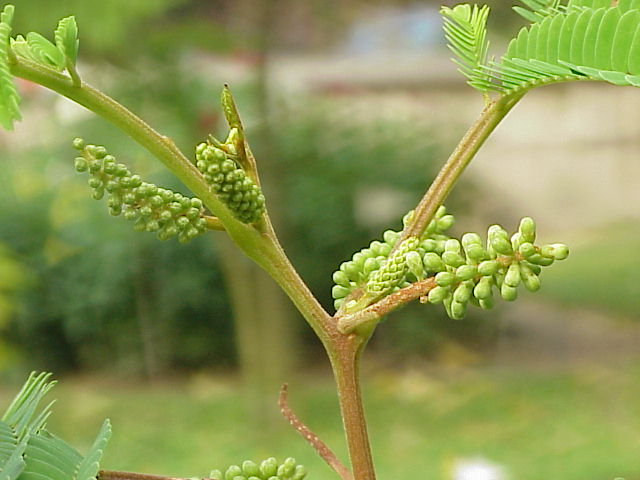
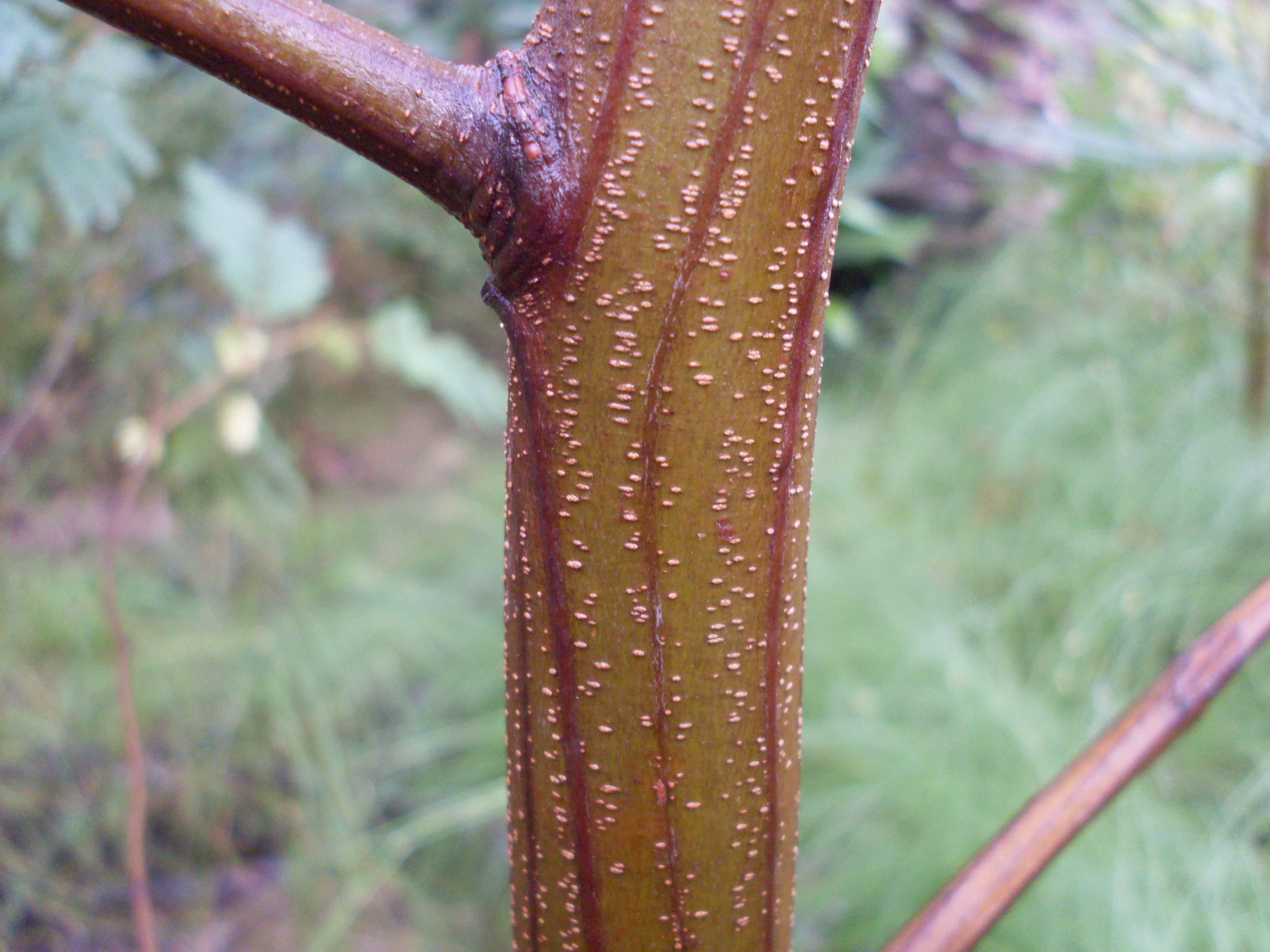
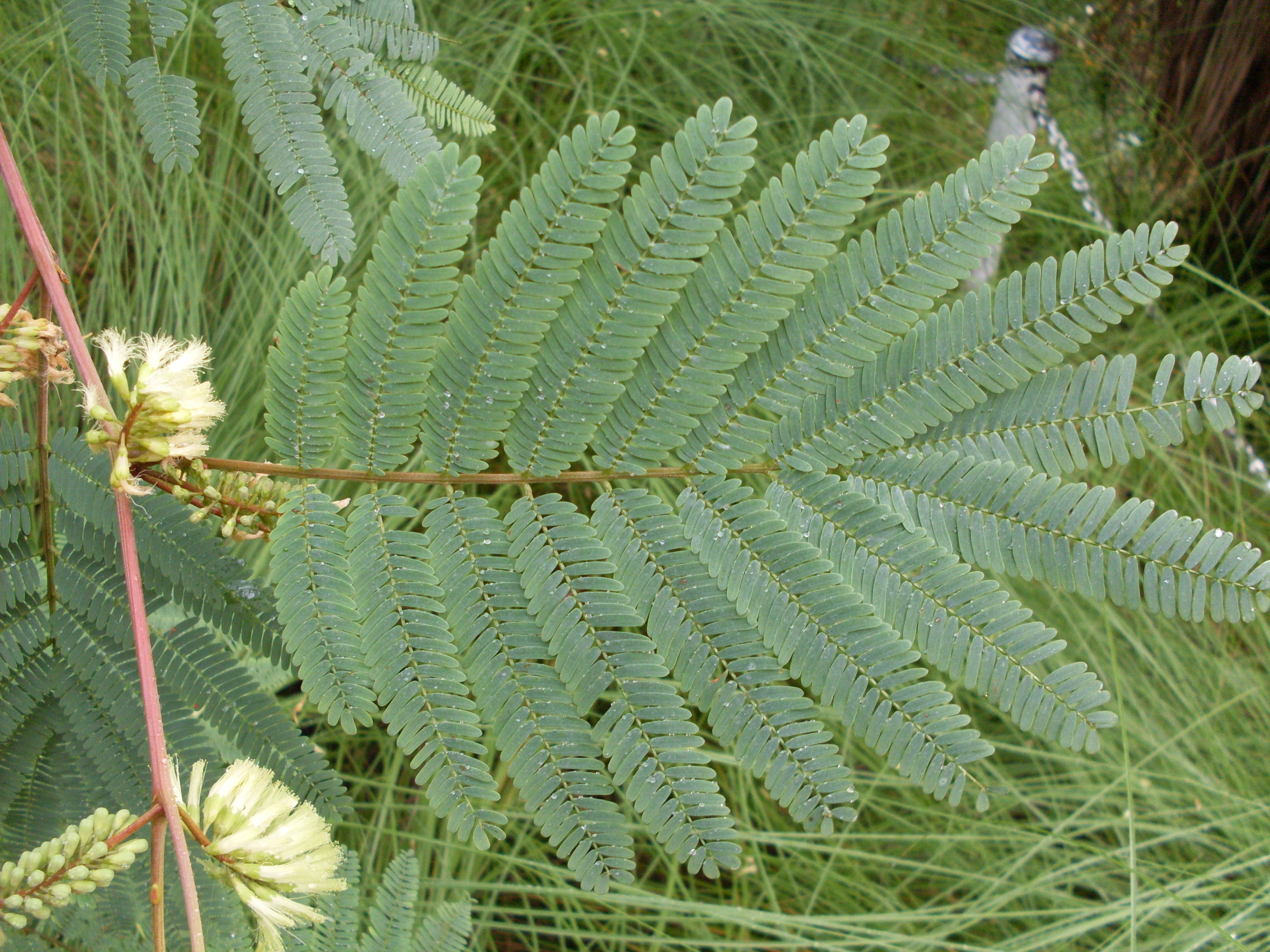
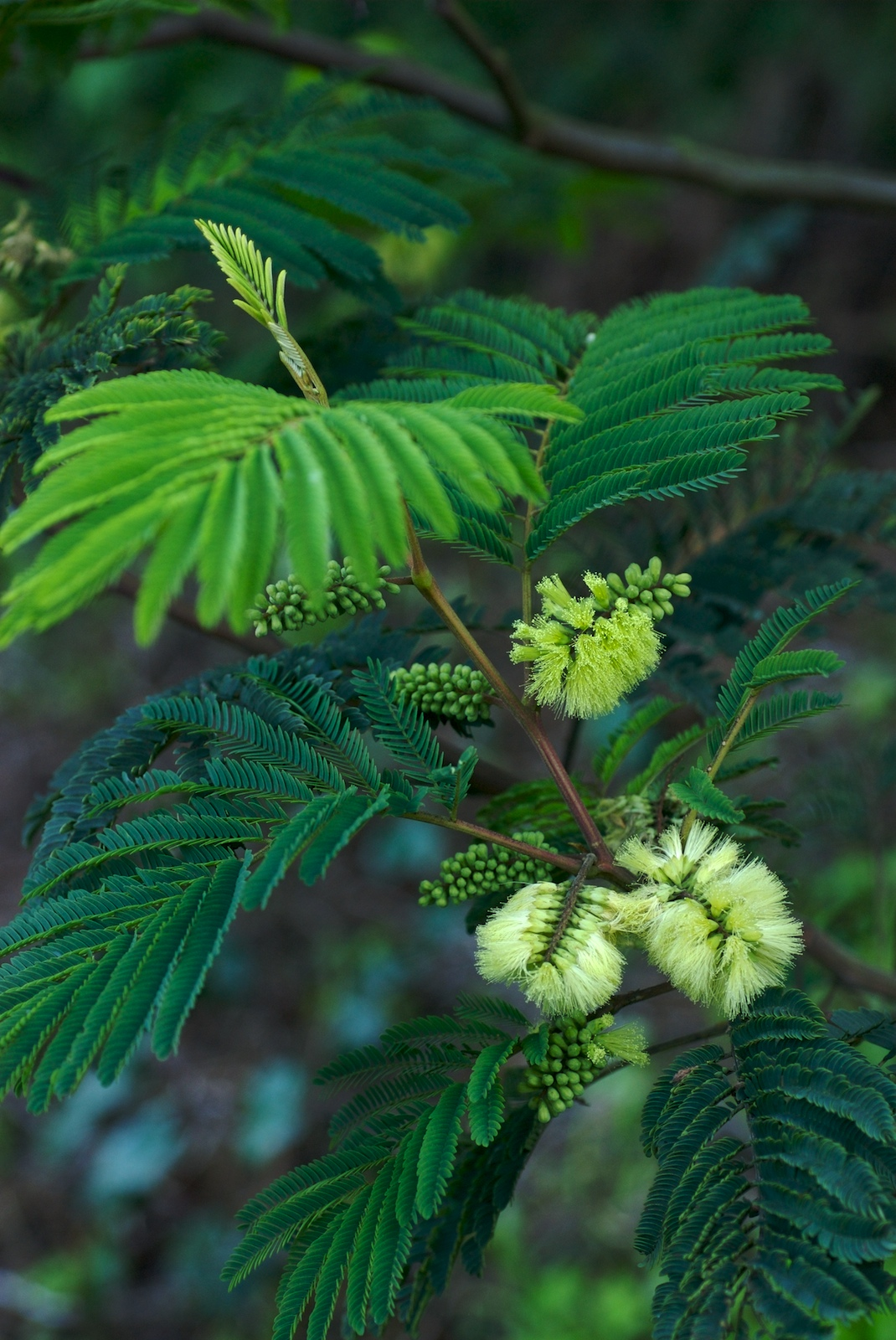